# 劇場版TRICK 霊能力者バトルロイヤル
『劇場版TRICK 霊能力者バトルロイヤル』（げきじょうばんトリック れいのうりょくしゃバトルロイヤル）は、2010年の日本映画。テレビドラマシリーズ『トリック』の劇場版第3作。
キャッチコピーは、『命賭けのバトルロイヤル 生き残れるのはたった一人!?』

## 概要
シリーズ10周年記念作品であり、前作から4年ぶりの劇場版第3作目となる。
同年5月8日公開。翌9日と合わせた2日間で、27万705人を動員、興収は3億6,640万8,980円となり映画観客動員ランキング（興行通信社調べ）で、初登場第2位となった。また第2週目の動員数は64万4,000人、興収は8億5,000万円となり、公開から2週間で累計動員数は92万8,677人、興収は12億1,131万6,330円を記録した。最終興行収入は18.6億円。
同年5月15日に放送された新作スペシャル2のラストにて、本作の出来事に付いて予見する上田と山田のやり取りがあり、本作の出来事に間接的に繋がる形となっており、本作でもこのエピソードに僅かだが、触れられるやり取りが存在している。
翌年の2011年6月12日には、日曜洋画劇場で「トリックちょうど11周年フェア!」と称し地上波初公開となった。

## ストーリー
ある日、東京科学技術大学教授の上田を山奥の万練村（まんねりむら）に暮らす中森翔平という青年が訪ねてくる。万練村には「カミハエーリ」と呼ばれる霊能力者が村を治める掟があるのだが、その選定には全国から募集した霊能力者同士を競い合わせる、いわば「霊能力者バトルロイヤル」ともいうべき大会が行われ、最後に勝ち残った者がカミハエーリとされるという。そして最近、翔平の祖母である先代カミハエーリが亡くなったため、村では大会が催されようとしていた。参加者の一人でもある翔平から、この因習を止めさせるため、本物の霊能力など無いことを証明して欲しいと頼み込まれた上田は、万練村へ赴くことにする。
一人では心細い上田は、奈緒子を騙して連れて行こうとするも、体よく断られてしまう。実は奈緒子もまた、クビになったステージの興行主から、偶然カミハエーリ選びの大会参加を勧められており、優勝者に与えられる村人からの貢ぎ物や隠された財宝を狙って、大会に参加する事に決めていたのだ。
それぞれ別の目的で万練村を訪れるも、結局は鉢合わせしてしまった奈緒子と上田。お互いが知り合いだと知られては困る2人は、財宝を手に入れるために結託し、大会を勝ち抜こうと画策する。
やがて大会が始まり、参加者達は各々が持つ霊能力を披露、自分こそが本物の霊能力者だと主張する。だが一人の参加者・鈴木玲一郎により、大会は凄惨な命の奪い合いへと進展する。

## 登場人物

### レギュラー
山田奈緒子
演 - 仲間由紀恵
自称売れっ子美人マジシャンだが、マジシャンとしては鳴かず飛ばずの日々を過ごしている。いつも仕事をクビになるため貧乏で、家賃の支払いにすら困っている。万練村の財宝を狙ってカミハエーリ選びの大会に参加する。
上田次郎
演 - 阿部寛
日本科学技術大学教授。自著「どんと来い、超常現象」のヒット・シリーズ化で、すっかり超常現象解明の権威となっている。シリーズ最新刊のタイトルは『IQ200』。
矢部謙三
演 - 生瀬勝久
警視庁公安部の刑事。自らを神と偽っている詐欺師逮捕に駆り出され万練村に足を運ぶが、逆に自分が村人にその詐欺師として疑われ、奈緒子と上田にも見放されたことで秋葉と共に牢に入れられてしまう。
山田里見
演 - 野際陽子
奈緒子の母親。書道家として活躍し、政界にも影響を与える人気を得ている。今作では「山田里見美字っ館」を開館した。
秋葉原人
演 - 池田鉄洋
矢部の部下。劇中で役に立ったことはないが、電子機器を駆使する電脳オタク。
池田ハル
演 - 大島蓉子
奈緒子が暮らすアパート「エコメゾン・池田」（旧：池田荘）の大家。
ジャーミー
演 - アベディン・モハメッド
バングラデシュ人。かつては「池田荘」の住人だったが、ハルと結婚、6人の子供を儲ける。
子ども
演 - 渡邉紗也、櫻井星七、遠藤佑吾、ナオミ・ライト、マリヤ・ムラカミ、ロミオ・トーマス
ハルとジャーミーの6人の子どもたち。
ナレーション
演 - 森山周一郎
山田剛三
演 - 岡田眞澄
写真出演。

### ゲスト
鈴木玲一郎
演 - 松平健
カミハエーリ選びの大会の参加者。急病で死にそうな者を体に触れただけで癒したり、逆に呪いをかけた相手の体をバラバラにして殺してしまうなど、非常に強い霊能力の持ち主。呪いをかける時に唱える呪文は「バンサンケツマ」。白馬を所有している。また、奈緒子の出自や黒門島に関することを知っている。
中森翔平
演 - 佐藤健（幼少期：福田響志）
大会の参加者。万練村の若者で言葉が訛っている。幼い頃から数々の奇跡的な能力を村人の前で見せてきた。しかし、その能力は霊能力ではなく、先代カミハエーリである祖母に仕込まれたトリックであることを、上田や美代子に告白する。
高階美代子
演 - 夏帆（幼少期：谷川美月）
翔平の幼馴染。彼に想いを寄せている。翔平の霊能力が本物であると信じて疑わず、彼から過去に披露した能力はトリックであると告白されても信じようとしない。翔平を勝たせるため、クレーンで吊られ崖の下へと落とされる棺桶の中に自身を封じ込めさせ、そこから脱出・瞬間移動してみせる。脱出も瞬間移動も、鈴木に呪いを掛けられてから念じるだけでできたと翔平に話す。
杉尾園子
演 - 片瀬那奈
大会の参加者。100年先の未来を見通すことができるという予知能力を持つと主張。常に紫色の御高祖頭巾布をかぶって前かがみの姿勢でいるため、美代子に「カオナシ?」と言われる。東北訛りで話す。
相沢天海
演 - 戸田恵子
大会の参加者。宗教団体「天海とペイズリー」の教祖。神と対話する能力を持つと主張。揃いの衣装で「ペイズリー!」と掛け声を合わせる大勢の男性信者たちと共に、踊りなどの珍妙なパフォーマンスを披露する。モデルは引田天功 (2代目)である。
伏見達郎
演 - 藤木直人（友情出演）
大会の参加者。重さ10トンの鉄球に潰されても死なない不死身の体を持つと主張。王子様風の衣装に身を包み、アコースティックギターを抱えている。外来語を多用する。
宇田川八兵衛
演 - 平泉成
万練村の村長。次期カミハエーリ候補として翔平に大きな期待を寄せている。
松宮佐和子
演 - 三浦理恵子
故人。かつては東京大学出身の学者だった鈴木の人生に影響を与えた霊能力者。自身の能力の真贋を鈴木に依頼して以降、相思相愛の関係となっていた。何もないところから物を取り出したり、未来予知の力があったという。
木下権三郎
演 - きたろう
万練村の村民で、大会の実行委員長を務める。
高田徳之助
演 - 増本庄一郎
万練村の村民で、大会実行委員の一人。
興行主
演 - 河本準一（次長課長）
奈緒子の仕事先である花やしきの興行主。奈緒子をクビにした後、奈緒子に万練村の大会を勧める。
子供マジシャン
演 - 山上兄弟
花やしきで奈緒子の後に出演した。奈緒子を上回るマジックを披露して観客を沸かせる。
バスの車掌
演 - 山寺宏一
万練村へ向かう奈緒子や鈴木が乗っていたバスの車掌。しゃべる度に声色や口調が変化する。
村人A
演 - 島崎俊郎
万練村の村人。『オレたちひょうきん族』のキャラクター「アダモステ」に酷似している。
女性議員秘書
演 - 長澤つぐみ
山田里見の秘書。ヘリコプターに乗って吐きそうになる。
高階加代子
演 - 夏帆（幼少期：谷川里桜菜）

ガッツ石まっ虫
演 - ガッツ石松

霧島澄子、津村俊介、木田知世
演 - 菅井きん、山崎一、棟里佳
映像出演。
浦野一美
演 - 本人
写真出演。

## 設定
万練村（まんねりむら）
栃木県の山奥にある辺鄙な村。自然に囲まれている以外に特徴はなく、「自然一人占め 誰にも会わない村」をキャッチフレーズとしている。古来より「カミハエーリ」と呼ばれる霊媒師が村を統治するという風習がある。これらの風習の形成には里見の故郷・黒門島も関係がある。また「トリック」（シーズン1）に登場した宗教団体「母之泉」とも意外な形での関係がある。
カミハエーリ
万練村を治める役割を持った霊媒師。古来より様々な天変地異から村を守ってきたとされる。次代のカミハエーリは、たとえ先代の直系者であっても霊能力が無い者が跡を継ぐ事態を避けるため、全国から募った霊能力者を戦わせ、その勝者が継承することと定められている。この掟の始まりは、黒門島のシャーマン・カミヌーリが、万練村を治めていた霊媒師を倒したことに起因する。名称は「神が繁栄し栄える」からきているとするが、実際はカミヌーリの名前が由来。
フジワラマンネリス
万練村に生息しているリスの仲間で、有袋類。かつては世界に生息していたが、現在は万練村だけになってしまった。餌を5時間かけて木の葉で隠す習性がある。尻尾が3本あり、1年に1度生え変わる。この抜け落ちた尻尾を煮詰めて「しっぽ茶」を作る。苦味が強く、リラックス効果がある。
鬼乃毒蛇（きのどくじゃ）
万練村に生息している猛毒を持った蛇。主に湿気の多い場所を好む。幼生期を村の中にある湖で過ごす。

## スタッフ
- 監督 - 堤幸彦
- 脚本 - 蒔田光治
- 音楽 - 辻陽
- 製作 - 上松道夫、島谷能成
- 共同制作 - 尾崎徹、水野文英、吉田鏡、長坂信人
- エグゼクティブプロデューサー - 平城隆司、市川南
- 企画 - 梅澤道彦、塚田泰浩
- チーフプロデューサー - 桑田潔、山内章弘
- プロデューサー - 船津浩一、蒔田光治、樋口優香
- 協力プロデューサー - 小久保聡、吉川大祐
- コンテンツプロデューサー - 高野渉
- 監督補 - 木村ひさし
- 撮影 - 斑目茂友、坂本将俊
- 美術 - 稲垣尚夫
- VFX - 野崎宏二
- 編集 - 伊藤伸行
- 映像 - 中村寿昌
- 照明 - 川里一幸
- 録音 - 臼井久雄
- 助監督 - 高明
- 装飾 - 山田好男
- 制作担当 - 篠宮隆浩
- マジックアドバイザー - JUNYA
- 主題歌 - 熊谷育美「月恋歌」（テイチクエンタテインメント）
- 映像制作 - 東宝映像美術
- 製作 - 「劇場版TRICK 霊能力者バトルロイヤル」製作委員会（テレビ朝日、東宝、プロダクション尾木、朝日放送、メ〜テレ、オフィスクレッシェンド）
- 配給 - 東宝
- 製作協力 - オフィスクレッシェンド

## 備考
- 万練村のロケーションは全編栃木県佐野市で行われ、冒頭の時代劇シーンはワープステーション江戸で行われた。
- 2011年5月1日にWOWOWにてテレビ初登場。
- 2011年6月12日にテレビ朝日系列にて地上波初放送。